# Taharua
Taharua est une localité rurale du District de Taupō (en) dans la  région de Hawke's Bay de l’Île du Nord de la Nouvelle-Zélande.

## Situation
Elle est localisée autour de la rivière Oamaru et de la rivière Taharua, qui sont des affluents du fleuve Mohaka.

## Démographie
La zone statistique de Taharua couvre 784,25 km2 et a une population estimée à 80 habitants  en juin 2022 avec une densité de population de 0,10 habitant par km2.
La zone statistique de Taharua avait une population de 57 habitants lors du recensement de 2018 en Nouvelle-Zélande, inchangé depuis le recensement de 2013, et en diminution de 24 personnes (−29,6 %) depuis celui de 2006.
Il y a 30 logements comprenant 36 hommes et 21 femmes, donnant un sexe-ratio de 1,71 homme pour une femme. 
L’âge médian est de  34,2 ans (comparé avec les 37,4 ans au niveau national), avec 6 personnes (10,5 %) âgées de moins de 15 ans, 12 personnes (21,1 %) âgées de 15 à 29 ans, 33 personnes (57,9 %) âgées de 30 à 64 ans, et 6 personnes (10,5 %) âgées de 65 ans ou plus.
L’ethnicité est pour 52,6 % européenne/Pakeha, 26,3 % maorie, 31,6 % d’origine asiatique (en), et 5,3 % d’une autre ethnicité. Les personnes peuvent s’identifier de plus d’une ethnicité en fonction de leur parenté.
Le pourcentage de personnes nées outre-mer est de 47,4 %, comparé avec les 27,1 % au niveau national.
Bien que certaines personnes choisissent de ne pas répondre à la question du recensement concernant leur affiliation religieuse, 52,6 % n’ont aucune religion, 42,1 % sont chrétiens (en) et 5,3 % ont des croyances religieuses maories (en).
Parmi les personnes d’au moins 15 ans d'âge, six (11,8 %) ont une licence ou un degré supérieur et six autres (11,8 %) n’ont aucune qualification formelle. 
Le revenu médian est de  43 200 $, comparé avec les 31 800 $ au niveau national.
Neuf personnes, soit 17,6 % gagnent plus de 70 000 $, comparé avec les 17,2 % au niveau national. 
Le statut d’emploi des personnes d’au moins 15 ans est pour 39 personnes (76,5 %) un emploi à plein temps et pour trois personnes (5,9 %), un emploi à temps partiel.